# Велика Британія на літніх Олімпійських іграх 1980
Велика Британія, на відміну від США, ризикнула відправити своїх спортсменів на Олімпійські ігри у Москві, однак вони виступали під олімпійським прапором. Британці виграли 5 золотих, 7 срібних і 9 бронзових нагород (разом 21 нагорода), а у неофіційному загальнокомандному заліку стали дев'ятими. Велика частина медалей була виграна у легкій атлетиці та плаванні, однак в активі також є медалі в академічному веслуванні та дзюдо.

## Медалісти

### Золото
- Аллан Веллс (біг на 100 м, чоловіки)
- Стів Оветт (біг на 800 м, чоловіки)
- Себастьян Коу (біг на 1500 м, чоловіки)
- Дейлі Томпсон (десятиборство, чоловіки)
- Данкан Гудх'ю (плавання на 100 м брасом, чоловіки)

### Срібло
- Аллан Веллс (біг на 200 м, чоловіки)
- Себастьян Коу (біг на 800 м, чоловіки)
- Ніл Адамс (дзюдо, до 71 кг)
- Данкан Макдугалл, Аллан Вітвелл, Генрі Клей, Кріс Магоні, Ендрю Джастіс, Джон Прітчард, Малкольм Макговен, Річард Стенгоуп, Колін Мойніген (академічне веслування, чоловіки, вісімка)
- Філ Габбл (плавання на 200 м батерфляєм, чоловіки)
- Шеррон Девіс (плавання на 400 м комплексне, жінки)
- Гелен Джеймесон, Маргарет Келлі, Енн Осджербі, Джун Крофт (плавання 4×100 м, комбінована естафета, жінки)

### бронза
- Стів Оветт (біг на 1500 м, чоловіки)
- Ґері Оукс (біг на 400 м, чоловіки)
- Гезер Гант, Кеті Смоллвуд-Кук, Беверлі Годдард, Соня Ланнамен (естафета 4×100 м, жінки)
- Лінсі Макдональд, Мішель Проберт, Джослін Гойт-Сміт, Донна Гартлі (естафета 4×400 м, жінки)
- Ентоні Вілліс (бокс, до 63,5 кг)
- Артур Мапп (дзюдо, абсолют)
- Чарльз Віггін, Малкольм Кармайкл (академічне веслування, двійки парні, чоловіки)
- Джон Бітті, Іян Макнафф, Девід Таунсенд, Мартін Кросс (академічне веслування, четвірки розстібні, чоловіки)
- Ґері Абрагам, Данкан Гудх'ю, Девід Лоу, Мартін Сміт (плавання 4×100 м, комбінована естафета, чоловіки)